# Международная ассоциация игроков в скат
Международная ассоциация игроков в скат (англ. International Skat Players Association; ISPA) — всемирная головная организация, объединяющая всех игроков в скат. ISPA была основана в 1976 году Питером Брандом и Мартой Прикарц в Аахене, на тот момент Западная Германия.
Первоначально ассоциация конкурировала с крупнейшей в мире национальной организацией игроков в скат, Немецкой ассоциацией ската (Deutscher Skatverband, DSkV), и использовала различные правила игры. К концу 1990-х переговоры между руководителями организаций привели к сближению и согласию между двумя крупными объединениями. Был снят запрет на двойное членство и были приняты единые Международные правила ската (Internationale Skatordnung, ISkO), которые с тех пор действуют во всем мире. Также ISPA стала делегировать двух постоянных комиссаров в Международный суд ската (Internationale Skatgericht). С 1 января 1999 года Немецкая и Международная ассоциации используют одинаковые правила игры в скат.
ISPA делится на национальные отделения с региональными группами и подразделениями вплоть до местных клубов. Ассоциация организует свои собственные лиги, а также кубки и чемпионаты, наиболее важными из которых являются открытые чемпионаты мира и Европы по скату. Чемпионаты проводятся раз в два года с 1978/1979 годов. Кроме того, с 2011 года ISPA раз в два года организует чемпионаты мира по онлайн-скату. Кроме того, ассоциация издает ежегодный журнал «Skatmagazin».
Немецкое подразделение ISPA (ISPA-Deutschland) имеет относительно немного членов по сравнению с DSkV. Подразделение проводит ежегодный чемпионат Германии по скату. Это приводит к двойным соревнованиям, так как DSkV также проводит свои чемпионаты Германии с индивидуальными и командными соревнованиями и организует работу федеральных и региональных лиг ската.